# Georgui Ouchakov
Georgi Alexeïevitch Ouchakov ou Georgy Alexeyevich Ushakov (en russe : Георгий Алексеевич Ушаков), né le 17 janvier 1901 à Lazarevo (en) et mort le 3 décembre 1963 à Moscou, est un explorateur russe.
Spécialiste de l'Arctique, il a exploré la Terre du Nord avec quatre autres explorateurs, afin d'y établir qu'il s'agissait d'un archipel.
En 1935, à bord du brise-glace Sadko commandé par Nikolaï Mikhaïlovitch Nikolaev, il donne son nom à l'île Ouchakov. 
Il est décoré de l'ordre de Lénine, l'ordre du Drapeau rouge du Travail et de l'ordre de l'Étoile rouge.